# Viacheslav Yekímov
Viacheslav Vladímirovich Yekímov (en ruso: Вячеслав Владимирович Екимов; Vyborg, 4 de febrero de 1966) es un deportista ruso que compitió para la URSS en ciclismo en las modalidades de ruta y pista.
Participó en tres Juegos Olímpicos de Verano, obteniendo en total tres medallas de oro: en Seúl 1988 en la prueba de persecución por equipos (junto con Artūras Kasputis, Dmitri Neliubin y Gintautas Umaras), en Sídney 2000 y en Atenas 2004 en la carrera contrarreloj.
Ganó diez medallas en el Campeonato Mundial de Ciclismo en Pista entre los años 1985 y 1991.
En carretera sus mayores éxitos incluyen la victoria en tres etapas del Tour de Francia (1 etapa individual en 1991 y 2 etapas por equipo en 2003 y 2004) y una victoria de etapa en la Vuelta a España 1999.

## Biografía
Se inició en la pista, donde consiguió excelentes resultados con el equipo de persecución de la URSS. En 1988 dio el salto a la carretera, especializándose en las carreras de contrarreloj por ser un buen rodador en llano y velocista. En 1990 ficha para el equipo profesional Panasonic-Sportlife, aunque anteriormente ya había ganado algunas carrera como amateur, como el Tour de Normandía en 1988 y el Circuito Franco-Belga de 1989.
Anunció su retirada de la competición en agosto de 2006 tras la disputa del Gran Premio Oeste de Francia-Plouay. En sus casi 16 años de profesional, participó en quince Tours y terminó todos excepto el último, quedándose a una participación del récord histórico que ese momento tenía Joop Zoetemelk; una grave caída en abril de 2005 le impidió tomar parte ese año en la carrera francesa.
Después de su retirada trabajó como director deportivo en equipos como Astana y RadioShack y desde octubre de 2012 fue director del Katusha. A finales de 2016 dejó el equipo Katusha para ser presidente de la Federación Rusa de Ciclismo.

## Medallero internacional
| Representando a la URSS |                                    |                   |                             |
| Juegos Olímpicos        |                                    |                   |                             |
| Año                     | Lugar                              | Medalla           | Competición                 |
| 1988                    | Seúl ( Corea del Sur)              | Medalla de oro    | Persecución por equipos     |
| Campeonato Mundial      |                                    |                   |                             |
| Año                     | Lugar                              | Medalla           | Competición                 |
| 1985                    | Bassano ( Italia)                  | Medalla de oro    | Persecución individual (A)  |
| 1985                    | Bassano ( Italia)                  | Medalla de bronce | Persecución por equipos (A) |
| 1986                    | Colorado Springs ( Estados Unidos) | Medalla de oro    | Persecución individual (A)  |
| 1986                    | Colorado Springs ( Estados Unidos) | Medalla de bronce | Persecución por equipos (A) |
| 1987                    | Viena ( Austria)                   | Medalla de oro    | Persecución por equipos (A) |
| 1987                    | Viena ( Austria)                   | Medalla de plata  | Persecución individual (A)  |
| 1989                    | Lyon ( Francia)                    | Medalla de oro    | Persecución individual (A)  |
| 1989                    | Lyon ( Francia)                    | Medalla de plata  | Persecución por equipos (A) |
| 1990                    | Maebashi ( Japón)                  | Medalla de oro    | Persecución individual (P)  |
| 1991                    | Stuttgart ( Alemania)              | Medalla de oro    | Puntuación (P)              |

| Representando a Rusia |                     |                |             |
| Juegos Olímpicos      |                     |                |             |
| Año                   | Lugar               | Medalla        | Competición |
| 2000                  | Sídney ( Australia) | Medalla de oro | Contarreloj |
| 2004                  | Atenas ( Grecia)    | Medalla de oro | Contarreloj |

## Palmarés

### Pista
1988
- Campeonato Olímpico Persecución 4.000 m por Equipos (haciendo equipo con Arturas Kasputis, Dimitri Neliubin y Gintautas Umaras)

1990
- Campeonato Mundial de Persecución

1991
- Campeonato Mundial de Persecución

### Carretera
| 1988 - Vuelta al Táchira, más 2 etapas - Tour de Normandía - Regio-Tour 1989 - 2 etapas de la Vuelta al Táchira - Circuito Franco-Belga, más 1 etapa 1990 - 1 etapa del Tour del Mediterráneo - 1 etapa del Critérium Internacional - 1 etapa del Tour de Vaucluse - 1 etapa de la Vuelta a Asturias 1991 - 1 etapa del Critérium Internacional - 1 etapa del Tour de Francia 1992 - 1 etapa de la Semana Catalana - 1 etapa de los Cuatro Días de Dunkerque - 1 etapa del Gran Premio de Midi Libre - Campeonato de Zúrich - Druivenkoers Overijse 1993 - Clásica de Almería - 1 etapa de la Vuelta a Murcia - 1 etapa de los Cuatro Días de Dunkerque - 1 etapa de la Vuelta a Asturias - 1 etapa de la Vuelta a Suiza 1994 - Vuelta a Valencia, más 1 etapa - Veenendaal-Veenendaal - Tour DuPont, más 2 etapas - 1 etapa del Tour de Luxemburgo 1995 - 1 etapa del Tour DuPont - 1 etapa de la Vuelta a Suiza - Tour de China - 1 etapa de la Vuelta a los Países Bajos | 1996 - 1 etapa de la Vuelta a Murcia - Tres Días de La Panne 1997 - 1 etapa de la París-Niza - 1 etapa de la Semana Catalana - 2 etapas de la Dauphiné Libéré - Campeonato de Rusia en Ruta - 1 etapa de la Vuelta a Castilla y León 1998 - 1 etapa del Prudential Tour 1999 - 1 etapa de la Vuelta al Táchira - 1 etapa del Gran Premio Mosqueteros - 1 etapa de la Vuelta a Suiza - 1 etapa de la Vuelta a España 2000 - Tres Días de La Panne, más 1 etapa - G. P. Eddy Merckx (haciendo pareja con Lance Armstrong) - Juegos Olímpicos Contrarreloj 2001 - 1 etapa de la Vuelta a Valencia 2003 - Vuelta a los Países Bajos, más 1 etapa 2004 - Juegos Olímpicos Contrarreloj - 1 etapa de la Vuelta a los Países Bajos 2005 - 1 etapa de los Tres Días de La Panne |

## Resultados en Grandes Vueltas y Campeonatos del Mundo
| Carrera              | Carrera              | 1990 | 1991 | 1992 | 1993 | 1994 | 1995 | 1996 | 1997 | 1998 | 1999 | 2000 | 2001 | 2002 | 2003 | 2004 | 2005 | 2006 |
| -------------------- | -------------------- | ---- | ---- | ---- | ---- | ---- | ---- | ---- | ---- | ---- | ---- | ---- | ---- | ---- | ---- | ---- | ---- | ---- |
|                      | Giro de Italia       | —    | —    | —    | —    | —    | —    | —    | —    | —    | 58.º | —    | —    | —    | —    | —    | —    | 89.º |
|                      | Tour de Francia      | 55.º | 42.º | 65.º | 35.º | 36.º | 18.º | 21.º | 44.º | 38.º | —    | 55.º | 82.º | 58.º | 76.º | 80.º | —    | 82.º |
|                      | Vuelta a España      | —    | —    | —    | —    | —    | 25.º | —    | 64.º | Ab.  | 55.º | —    | —    | —    | —    | —    | —    | —    |
| Mundial en Ruta      | Mundial en Ruta      | —    | Ab.  | —    | 16.º | —    | —    | Ab.  | —    | —    | —    | —    | —    | —    | 41.º | Ab.  | —    | —    |
| Mundial Contrarreloj | Mundial Contrarreloj | X    | X    | X    | X    | —    | —    | 9.º  | —    | 9.º  | 11.º | —    | —    | 15.º | 6.º  | —    | 28.º | —    |

 —: No participa

Ab.: Abandono

X: Ediciones no celebradas

## Equipos
- Panasonic (1990-1992)
- Novemail (1993)
- WordPerfect/Novell/Rabobank (1994-1996)
- WordPerfect (1994)
- Novell (1995)
- Rabobank (1996)
- US Postal Service (1997-1998)
- Amica Chips-Costa de Almería (1999)
- US Postal Service/Discovery Channel (2000-2006)
  - US Postal Service (2000-2004)
  - Discovery Channel Pro Cycling Team (2005-2006)